# Aux confins de l'étrange (collection)
 (novembre 2022).
Si vous disposez d'ouvrages ou d'articles de référence ou si vous connaissez des sites web de qualité traitant du thème abordé ici, merci de compléter l'article en donnant les références utiles à sa vérifiabilité et en les liant à la section « Notes et références ».
Aux confins de l'étrange est une collection des Éditions du Rocher (Monaco) créée en 1981 et faisant suite aux Carrefours de l'étrange. Elle est consacrée au paranormal, à la parapsycholgogie et à l'ufologie. Reprenant la publication des Annales de l'étrange et de la plupart des auteurs déjà édités dans la collection précédente, elle se concentre en particulier sur les ouvrages portant sur le phénomène ovni. D'ailleurs, en 1983, un rapport du Centre national de recherche sur les OVNIS (France) figure parmi les titres de la collection (OVNI, premier bilan ; la CNROVNIS, Commission nationale de recherche sur les OVNIS et un Groupe de chercheurs indépendants français et étrangers ; rédigé par Philippe Schneyder, 1983).

## Principaux auteurs de la collection
- Juan Garcia Atienza
- Mary Chamberlain
- Maurice Chatelain
- Erich von  Däniken
- John Grant Fuller
- Stanislav  Grof
- Éric Guerrier
- Serge Hutin
- Tuesday Lobsang Rampa
- Karlis Osis
- Peter Paget
- Maurice Périsset
- Guy Lyon Playfair
- Raymond Réant
- Daniel Réju
- Antonio Ribera
- Philippe Schneyder
- Jacques Vallée
- Connie Willis